# Liste der Monuments historiques in Regnévelle
Die Liste der Monuments historiques in Regnévelle führt die Monuments historiques in der französischen Gemeinde Regnévelle auf.

## Liste der Objekte
| Bezeichnung                                             | Beschreibung                                        | Standort                     | Kennzeichnung | Schutzstatus | Datum | Bild |
| ------------------------------------------------------- | --------------------------------------------------- | ---------------------------- | ------------- | ------------ | ----- | ---- |
| Skulpturengruppe Pietà mit Johannes und Maria Magdalena | Stein, zweite Hälfte des 16. Jahrhunderts           | in der Kirche St-Roch (Lage) | PM88000747    | Classé       | 1961  |      |
| Skulptur Heiliger Rochus                                | Stein, 16. Jahrhundert                              | in der Kirche St-Roch (Lage) | PM88000748    | Classé       | 1961  |      |
| Retabel des linken Seitenaltars                         | Holz, farbig gefasst und vergoldet, 18. Jahrhundert | in der Kirche St-Roch (Lage) | PM88000749    | Classé       | 1967  |      |